# Rufio Magno Fausto Avieno
Rufio Magno Fausto Avieno iunior (latino: Rufius Magnus Faustus Avienus; fl. 502-534) è stato un politico romano durante il regno degli Ostrogoti sull'Italia.

## Biografia
Era figlio di Anicio Probo Fausto, console nel 490, e di Stefania, figlia del console del 450 Gennadio Avieno; suo fratello era dunque Ennodio Messala, console del 506, e imparentato col poeta Magno Felice Ennodio.
Nato a Roma, crebbe in Liguria, dove studiò la lingua greca e quella latina, tanto da essere citato come esempio di eloquenza assieme al padre; forse fu Ennodio il suo precettore.
In giovanissima età (era ancora adolescente) e come primo incarico ricevette il consolato per il 502, esercitato assieme ad un collega scelto dalla corte dell'Impero romano d'Oriente, Flavio Probo.
Visse tra Roma, dove una lettera di Ennodio lo dà ammalato nel 503, e Ravenna. La sua presenza a Ravenna è attestata nel 507/508, anche a corte, dove ebbe un incarico all'inizio del 512. Nel 513 tornò a Roma, per il suo imminente matrimonio con una ragazza di famiglia aristocratica.
Fu prefetto del pretorio per l'Italia nel 527-528, scelto dal re ostrogoto Atalarico per sostituire Abundanzio; nel 534 ricevette una lettera di papa Giovanni II, indirizzatagli in qualità di primo tra i senatori (forse caput senatus).